# Nu One
Nu One은 2006년 015B 7집 《Lucky 7》 객원보컬로 참여했던 가수 보니가 2010년 3월 솔로로 처음 발표한 미니앨범이다.
이 앨범은 보니가 추구하고자 하는 R&B를 기반으로 한 6곡이 담겨있으며, 소울사이어티, 러브 TKO 프로젝트 등을 통해 국내 최고의 알앤비 프로듀서로 정평 난 엠브리카(윤재경)가 총 프로듀싱을 맡았다.
타이틀곡 “ResQ Me”는 한 남자에 대한 사랑을 도발적이면서도 애절한 감성으로 표현한 곡으로, 유려한 멜로디 라인과 탄탄한 보컬 어레인지, 그리고 물 흐르듯이 매끄럽게 전개되는 어반 슬로우잼 넘버다. 팝핀 현준이 안무를 선사하여 화제가 되었다.
“ResQ Me”와 마지막까지 타이틀곡 경합을 벌인 “너를 보내도”는 헤어진 연인을 잊지 못하는 애절한 R&B 발라드 넘버다. 이 외에도 앨범 타이틀과 동명으로 미니멀한 구성과 피처링으로 참여한 버벌 진트의 랩이 돋보이는 곡인 “Nu One”, 웅장하고 트렌디한 R&B-힙합의 진수를 선사하는 “Boni Get Started” 등이 수록되었다.

## 수록곡 목록
발매일 : 2010년 3월 23일
1. NU ONE (Feat. Verbal Jint) 3:53
2. 너를 보내도 4:16
3. BONI GET STARTED 3:09
4. RESQ ME 3:55
5. HOT SOUP 3:13
6. PRELUDE TO GO AROUND 1:35
7. GO AROUND (ENGLISH VER.) 4:29